# Saint-Jean-de-Bournay
Saint-Jean-de-Bournay – miejscowość i gmina we Francji, w regionie Owernia-Rodan-Alpy, w departamencie Isère.
Według danych na rok 1990 gminę zamieszkiwały 3764 osoby, a gęstość zaludnienia wynosiła 140 osób/km² (wśród 2880 gmin regionu Rodan-Alpy Saint-Jean-de-Bournay plasuje się na 235. miejscu pod względem liczby ludności, natomiast pod względem powierzchni na miejscu 290.).